# Gilberto de Caihness
San Gilberto de Caithness (fallecido en 1245), también conocido como Gilbert de Moravia, o San Gilberto de Dornoch, fue obispo de Caithness, Escocia, y fundador de la catedral de Dornoch, también en Escocia.

## Hagiografía

### Linaje
Gilbert nació en Moray, Reino de Escocia, entre los siglos XII y XIII. Cuenta la tradición que tenía un hermano menor, Ricardo de Moravia, quién murió luchando contra los escandinavos y cuyo ataúd actualmente reside en la catedral de Moray. Era hijo de William de Moravia, señor de Duffus y Strabrok, quien poseía vastas tierras del norte del Reino. Gilbert era miembro, pues, de la noble familia de los nobles de Moravia.

### Carrera eclesiástica
Gilberto fue por mucho tiempo archidiácono del obispado de Moray. Nombrado obispo de Caithness en el verano de 1224. El rey Alejandro II de Escocia probablemente decidió que, tras el asesinato del predecesor de San Gilberto, Adam de Melrose, el obispado se debiera mover más cerca de la protección real. 
Así fue que Gilberto se vio trasladado, del obispado de Halkirk, en el extremo norte de la diócesis, a Dornoch en el extremo sur. Gilberto, no obstante, continuó residiendo durante gran parte de su episcopado en el norte, y mantuvo un palacio en Scrabster.
Los logros de San Gilberto incluyen la construcción de la catedral de Dornoch, y el establecimiento de varias hospederías para los pobres. Se dio a conocer como un gran predicador.
Cuenta la leyenda que ciertas personas intentaron quemar los libros donde llevaba las cuentas de la dióscesis, mediante oraciones, los libros aparecieron íntegros.
Se le recuerda por la siguiente frase: 

"Os recomiendo tres máximas que yo he tratado de observar toda mi vida: No hagáis daño a nadie ni tratéis de vengaros si os lo hacen. Soportad con paciencia los sufrimientos que Dios os envíe, teniendo presente que Él purifica así a sus hijos para el cielo. Por último, obedeced a la autoridad para no escandalizar a nadie".
San Gilberto de Caithness

Gilberto murió en 1245, de causas naturales.

## Onomástico y Culto público
Gilberto es venerado por la Iglesia Católica, el 1 de abril.
Se le considera como patrono del pueblo de Dornoch, según menciones que se hacen de Gilberto en cartas de épocas posteriores. Como patrono del pueblo, se celebraba una feria en su honor, que duraba tres (3) días.
Sus restos fueron por mucho tiempo objeto de veneración, pero la profanación del lugar por los protestantes en 1545, dejó sin rastro de su paradero a los feligreses. Sus restos se tenían en tanta estima, que con ellos y por ellos se juraba siendo válido el juramento hecho.